# 瓜尼卡

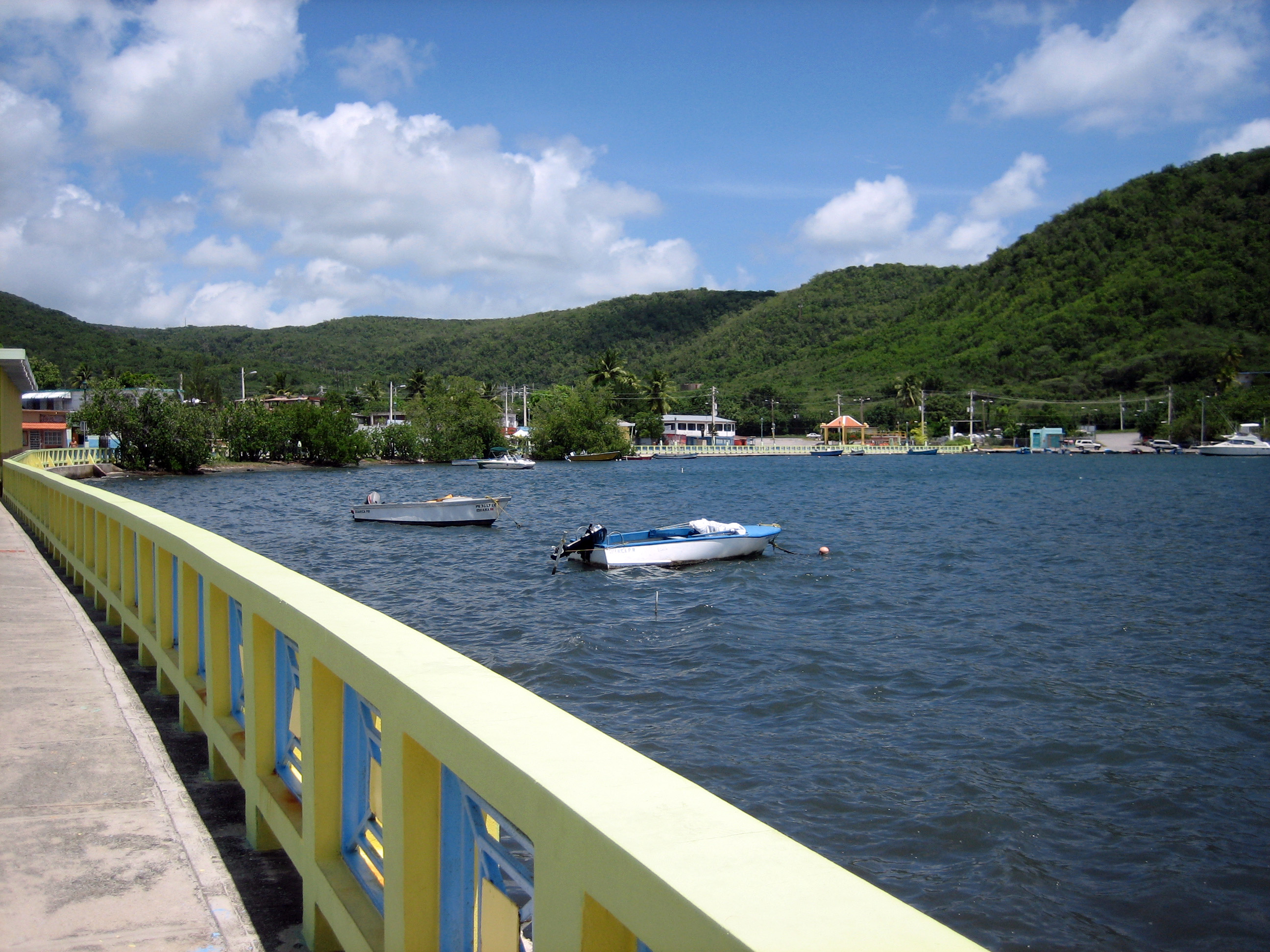

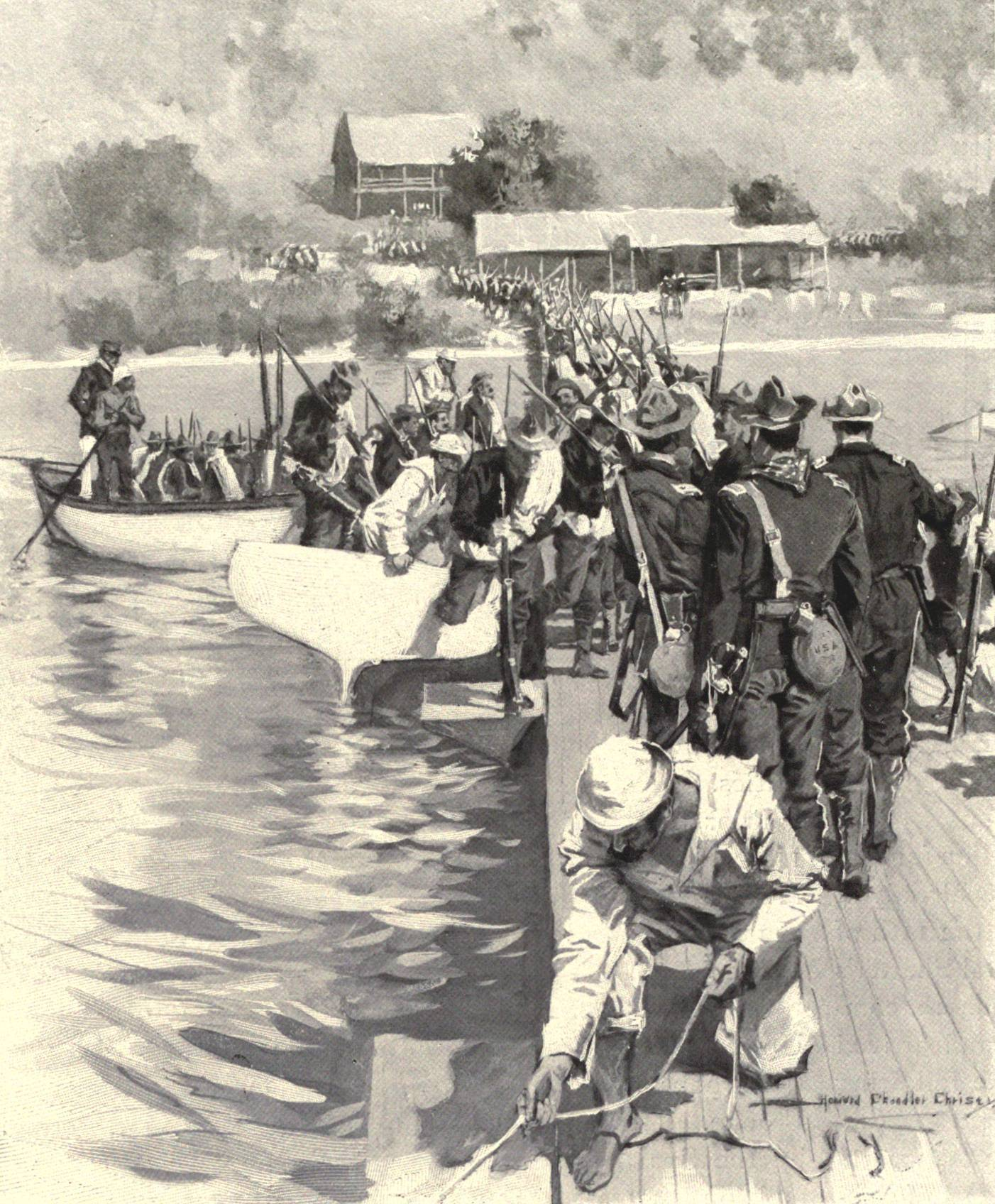

瓜尼卡（西班牙語：Guánica）是波多黎各的城鎮，位於該島西南部，始建於1508年，面積138平方公里，海拔高度3米，主要經濟活動有農業和工業，2010年人口19,427，人口密度每平方公里140人。

## 外部連結
- - Visit the Guanica dry forest
  - Gilligan's Island Photos and information, Guanica, Puerto Rico （页面存档备份，存于）
  - Bosque Seco de Guánica （西班牙文）
  - El Bosque Estatal de Guánica （西班牙文）
- Maps of Guánica dry forest
  - Mapa del Bosque Seco